# Aeropuerto Nacional Campo Cuatro Milpas
El Aeropuerto Nacional Campo Cuatro Milpas o Aeropuerto Nacional de Guasave o Aeródromo Camagüey (OACI: MM52), es un aeropuerto localizado en Guasave, Sinaloa, México, una ciudad localizada en la parte noroeste del estado de Sinaloa. Actualmente presta servicio una aerolínea regional, además de la aviación general.

## Accidentes e incidentes
- El 11 de mayo de 2015 una aeronave Cessna 206 con matrícula XA-UUF operada por Servicios Aéreos Luce de Guasave que operaba un vuelo chárter entre el Aeródromo Mesa de Valencia en Tubares y el Aeródromo de Guasave fue derribada a balazos por maleantes mientras despegaba del Aeródromo de Tubares, estrellándose y matando al piloto y a los 5 pasajeros.[2][3]

- EL 4 de septiembre de 2017 una aeronave Cessna U206G Stationair 6 con matrícula XB-LTX que operaba un vuelo privado entre el Aeropuerto de Guasave y el Aeródromo de Los Remedios en Durango se estrelló en la sierra de Cosalá matando a sus dos ocupantes.[4][5][6]

- El 22 de junio de 2020 una aeronave Cessna TU206G Turbo Stationair 6 con matrícula XB-PWE que operaba un vuelo privado entre el Aeródromo de Ciudad Camargo y el Aeropuerto de Guasave se estrelló en un cerro entre los poblados de El Tule e Hidalgo del Parral. Las 6 personas a bordo perecieron en el accidente.[7][8][9]

- El 20 de diciembre de 2020 una aeronave Cessna T206H Turbo Stationair II con matrícula XB-PQU que operaba un vuelo privado entre el Aeródromo de Guasave y el Aeródromo de Badiraguato tuvo que aterrizar de emergencia en un campo agrícola cerca de Guamúchil, causando que el tren de aterrizaje delantero colapsara. Las 3 personas a bordo sobrevivieron.[10][11]